# Луннань
Луннань (кит. спр. 陇南市, піньїнь: Lǒngnán Shì) — місто-округ в китайській провінції Ганьсу. 

## Географія
Луннань розташовується у південно-східній частині провінції на схід від пасма Гендуаншань.

### Клімат
Місто знаходиться у зоні, котра характеризується океанічним кліматом субтропічних нагір'їв. Найтепліший місяць — липень із середньою температурою 25 °C (77 °F). Найхолодніший місяць — січень, із середньою температурою 2.8 °С (37 °F).
| Клімат Луннаня (район Уду) | Клімат Луннаня (район Уду) | Клімат Луннаня (район Уду) | Клімат Луннаня (район Уду) | Клімат Луннаня (район Уду) | Клімат Луннаня (район Уду) | Клімат Луннаня (район Уду) | Клімат Луннаня (район Уду) | Клімат Луннаня (район Уду) | Клімат Луннаня (район Уду) | Клімат Луннаня (район Уду) | Клімат Луннаня (район Уду) | Клімат Луннаня (район Уду) | Клімат Луннаня (район Уду) |
| Показник                   | Січ.                       | Лют.                       | Бер.                       | Квіт.                      | Трав.                      | Черв.                      | Лип.                       | Серп.                      | Вер.                       | Жовт.                      | Лист.                      | Груд.                      | Рік                        |
| Абсолютний максимум, °C    | 13                         | 20                         | 27                         | 32                         | 33                         | 33                         | 36                         | 35                         | 32                         | 28                         | 22                         | 18                         | 36                         |
| Середній максимум, °C      | 7                          | 11                         | 17                         | 21                         | 24                         | 28                         | 30                         | 28                         | 24                         | 20                         | 13                         | 9                          | 20                         |
| Середня температура, °C    | 3                          | 6                          | 11                         | 16                         | 19                         | 23                         | 25                         | 23                         | 19                         | 15                         | 9                          | 4                          | 15                         |
| Середній мінімум, °C       | −1                         | 1                          | 6                          | 11                         | 14                         | 18                         | 20                         | 19                         | 15                         | 10                         | 5                          | 0                          | 10                         |
| Абсолютний мінімум, °C     | −7                         | −7                         | −2                         | 2                          | 7                          | 12                         | 15                         | 12                         | 8                          | 0                          | −2                         | −6                         | −7                         |
| Норма опадів, мм           | 0                          | 0                          | 0                          | 40                         | 80                         | 50                         | 90                         | 100                        | 50                         | 40                         | 0                          | 0                          | 500                        |
| Днів з дощем               | 1                          | 1                          | 1                          | 6                          | 10                         | 5                          | 8                          | 9                          | 7                          | 5                          | 1                          | 1                          | 62                         |
| Вологість повітря, %       | 56                         | 54                         | 55                         | 58                         | 61                         | 62                         | 68                         | 72                         | 74                         | 70                         | 67                         | 66                         | 64                         |
| -------------------------- | -------------------------- | -------------------------- | -------------------------- | -------------------------- | -------------------------- | -------------------------- | -------------------------- | -------------------------- | -------------------------- | -------------------------- | -------------------------- | -------------------------- | -------------------------- |
| Джерело: Weatherbase       |                            |                            |                            |                            |                            |                            |                            |                            |                            |                            |                            |                            |                            |

## Адміністративний поділ
Міський округ поділяється на 1 район і 7 повітів:
| Карта                                            | Карта   | Карта    | Карта            |
| ------------------------------------------------ | ------- | -------- | ---------------- |
| Таньчан Лі Сіхе Чен Хуей ① Вень Уду Кан ① Ляндан |         |          |                  |
| Статус                                           | Назва   | Оригінал | Населення (2020) |
| Район                                            | Уду     | 武都区   | 546 616          |
| Повіт                                            | Вень    | 文县     | 196 906          |
| Повіт                                            | Кан     | 康县     | 162 418          |
| Повіт                                            | Лі      | 礼县     | 424 135          |
| Повіт                                            | Ляндан  | 两当县   | 39 709           |
| Повіт                                            | Сіхе    | 西和县   | 351 069          |
| Повіт                                            | Таньчан | 宕昌县   | 254 944          |
| Повіт                                            | Хуей    | 徽县     | 189 888          |
| Повіт                                            | Чен     | 成县     | 241 587          |